# Buturlin
Buturlin je priimek več oseb:
- Aleksander Borisovič Buturlin
- Dimitrij Petrovič Buturlin, ruski general
- Segej Aleksandrovič Buturlin